# Cristian Alex
Cristian Alex (sinh ngày 1 tháng 12 năm 1993) là một cầu thủ bóng đá người Brasil.

## Sự nghiệp câu lạc bộ
Cristian Alex đã từng chơi cho FC Gifu.